# ديفيد أيزنهاور
ديفيد أيزنهاور (بالإنجليزية: David Eisenhower)‏ هو ضابط وكاتب أمريكي، ولد في 31 مارس 1948 في West Point, New York ‏ في الولايات المتحدة.

## وصلات خارجية
- ديفيد أيزنهاور على موقع IMDb (الإنجليزية)
- ديفيد أيزنهاور على موقع إن إن دي بي (الإنجليزية)